# Carroll (Nowy Jork)
Carroll – miasto w Stanach Zjednoczonych, w stanie Nowy Jork, w hrabstwie Chautauqua.